# Тапело Масеко
Тапело Масеко (на английски: Thapelo Maseko) е южноафрикански футболист, играещ като полузащитник за южноафриканския Мамелъди Съндаунс (Претория) и националния отбор на ЮАР. Бронзов медалист от Купата на африканските нации 2023 където бележи четвъртия гол за отбора си срещу Намибия при победата с 4:0. 

## Успехи
ЮАР
- Купа на африканските нации
  -  Бронзов медал (3 място) (1): 2023